# PWHL Draft 2024
Der PWHL Draft 2024 war der zweite Draft der Professional Women’s Hockey League und wurde am 10. Juni 2024 im Roy Wilkins Auditorium in Saint Paul, Minnesota veranstaltet.
Sarah Fillier von den Princeton Tigers wurde als erste Spielerin von den New York Sirens ausgewählt. Als erste europäische Spielerin wurde Daniela Pejšová auf Platz 7 ausgewählt, als einzige deutschsprachige Spielerin folgte Anna Meixner an Stelle 32.

## Verfügbare Spielerinnen und Rankings
Insgesamt hatten sich 167 Spielerinnen aus 19 Nationen für den PWHL Draft eingeschrieben.
Die Zeitschrift The Hockey News veröffentlichte am 28. Mai 2024 ein Ranking der vielversprechendsten Spielerinnen, am 4. Juni folgte eine Liste des The Athletic der New York Times.

### Feldspielerinnen
The Hockey News
| Ranking | Spielerin              | Universität/Club               |
| ------- | ---------------------- | ------------------------------ |
| 1       | Sarah Fillier (C)      | Princeton University (NCAA)    |
| 2       | Hannah Bilka (LW)      | Ohio State University (NCAA)   |
| 3       | Danielle Serdachny (C) | Colgate University (NCAA)      |
| 4       | Cayla Barnes (D)       | Ohio State University (NCAA)   |
| 5       | Claire Thompson (D)    | inaktiv                        |
| 6       | Ronja Savolainen (D)   | Luleå HF (SDHL)                |
| 7       | Amanda Kessel (F)      | inaktiv                        |
| 8       | Julia Gosling (C)      | St. Lawrence University (NCAA) |
| 9       | Daniela Pejšová (D)    | Luleå HF (SDHL)                |
| 10      | Noora Tulus (F)        | Luleå HF (SDHL)                |

The Athletic
| Ranking | Spielerin              | Universität/Club               |
| ------- | ---------------------- | ------------------------------ |
| 1       | Sarah Fillier (C)      | Princeton University (NCAA)    |
| 2       | Danielle Serdachny (C) | Colgate University (NCAA)      |
| 3       | Hannah Bilka (LW)      | Ohio State University (NCAA)   |
| 4       | Claire Thompson (D)    | inaktiv                        |
| 5       | Cayla Barnes (D)       | Ohio State University (NCAA)   |
| 6       | Amanda Kessel (F)      | inaktiv                        |
| 7       | Britta Curl (F)        | University of Wisconsin (NCAA) |
| 8       | Julia Gosling (C)      | St. Lawrence University (NCAA) |
| 9       | Izzy Daniel (F)        | Cornell University (NCAA)      |
| 10      | Ronja Savolainen (D)   | Luleå HF (SDHL)                |

### Torhüterinnen
The Hockey News
| Ranking | Spielerin       | Universität/Club               |
| ------- | --------------- | ------------------------------ |
| 1       | Klára Peslarová | Brynäs IF (SDHL)               |
| 2       | Gwyneth Philips | Northeastern University (NCAA) |
| 3       | Kayle Osborne   | Colgate University (NCAA)      |

The Athletic
| Ranking | Spielerin       | Universität/Club               |
| ------- | --------------- | ------------------------------ |
| 1       | Gwyneth Philips | Northeastern University (NCAA) |
| 2       | Klára Peslarová | Brynäs IF (SDHL)               |
| 3       | Kayle Osborne   | Colgate University (NCAA)      |

## Draft-Reihenfolge
Der Draft wurde in sieben Runden durchgeführt, wobei jedes Team in jeder Runde ein Wahlrecht (pick) besaß. Die Reihenfolge der Wahlrechte folgte der umgekehrten Reihenfolge der Hauptrundentabelle der Saison 2023/24.
1. New York Sirens
2. Ottawa Charge
3. Minnesota Frost
4. Boston Fleet
5. Victoire de Montréal
6. Toronto Sceptres

## Draftergebnis

### Runde 1
| #  | Spielerin          | Position | Nationalität       | PWHL-Team | College-/University-/Profi-Team    |
| 1. | Sarah Fillier      | C        | Kanada             | New York  | Princeton University (ECAC Hockey) |
| 2. | Danielle Serdachny | C        | Kanada             | Ottawa    | Colgate University (NCAA)          |
| 3. | Claire Thompson    | D        | Kanada             | Minnesota | -                                  |
| 4. | Hannah Bilka       | LW       | Vereinigte Staaten | Boston    | Ohio State University (WCHA)       |
| 5. | Cayla Barnes       | D        | Vereinigte Staaten | Montreal  | Ohio State University (NCAA)       |
| 6. | Julia Gosling      | C        | Kanada             | Toronto   | St. Lawrence University (NCAA)     |

### Runde 2
| #  | Spielerin          | Position | Nationalität       | PWHL-Team                   | College-/University-/Profi-Team       |
| 7. | Daniela Pejšová    | D        | Tschechien         | Boston (von New York) NYBOS | Luleå HF (SDHL)                       |
| 8  | Ronja Savolainen   | D        | Finnland           | Ottawa                      | Luleå HF (SDHL)                       |
| 9  | Britta Curl        | F        | Vereinigte Staaten | Minnesota                   | University of Wisconsin (NCAA)        |
| 10 | Maja Nylén Persson | D        | Schweden           | New York (von Boston) NYBOS | Brynäs IF (SDHL)                      |
| 11 | Jennifer Gardiner  | F        | Kanada             | Montreal                    | Ohio State University (NCAA)          |
| 12 | Megan Carter       | D        | Kanada             | Toronto                     | Northeastern University (Hockey East) |

### Runde 3
| #  | Spielerin       | Position | Nationalität       | PWHL-Team                   | College-/University-/Profi-Team   |
| 13 | Noora Tulus     | F        | Finnland           | New York                    | Luleå HF (SDHL)                   |
| 14 | Gwyneth Philips | G        | Vereinigte Staaten | Ottawa                      | Northeastern University (NCAA)    |
| 15 | Klára Hymlárová | F        | Tschechien         | Minnesota                   | St. Cloud State University (NCAA) |
| 16 | Allyson Simpson | D        | Vereinigte Staaten | New York (von Boston) NYBOS | Colgate University (NCAA)         |
| 17 | Abigail Boreen  | F        | Vereinigte Staaten | Montreal                    | Minnesota (PWHL)                  |
| 18 | Izzy Daniel     | F        | Vereinigte Staaten | Toronto                     | Cornell University (NCAA)         |

### Runde 4
| #  | Spielerin           | Position | Nationalität       | PWHL-Team | College-/University-/Profi-Team |
| 19 | Gabby Rosenthal     | F        | Vereinigte Staaten | New York  | Ohio State University (NCAA)    |
| 20 | Stephanie Markowski | D        | Kanada             | Ottawa    | Ohio State University (NCAA)    |
| 21 | Brooke McQuigge     | F        | Kanada             | Minnesota | Clarkson University (NCAA)      |
| 22 | Sydney Bard         | D        | Vereinigte Staaten | Boston    | Colgate University (NCAA)       |
| 23 | Dara Greig          | F        | Kanada             | Montreal  | Colgate University (NCAA)       |
| 24 | Lauren Bernard      | D        | Vereinigte Staaten | Toronto   | Ohio State University (NCAA)    |

### Runde 5
| #  | Spielerin         | Position | Nationalität       | PWHL-Team                    | College-/University-/Profi-Team       |
| 25 | Elle Hartje       | F        | Vereinigte Staaten | New York                     | Yale University (NCAA)                |
| 26 | Mannon McMahon    | F        | Vereinigte Staaten | Ottawa                       | University of Minnesota Duluth (NCAA) |
| 27 | Dominique Petrie  | F        | Vereinigte Staaten | Minnesota                    | Clarkson University (NCAA)            |
| 28 | Kayle Osborne     | G        | Kanada             | New York (from Boston) NYBOS | Colgate University (NCAA)             |
| 29 | Anna Wilgren      | D        | Vereinigte Staaten | Montreal                     | University of Wisconsin (NCAA)        |
| 30 | Noemi Neubauerová | F        | Tschechien         | Toronto                      | Brynäs IF (SDHL)                      |

### Runde 6
| #   | Spielerin     | Position | Nationalität       | PWHL-Team | College-/University-/Profi-Team |
| 31. | Emmy Fecteau  | F        | Kanada             | New York  | Concordia University (U Sports) |
| 32. | Anna Meixner  | F        | Osterreich         | Ottawa    | Brynäs IF (SDHL)                |
| 33  | Mae Batherson | D        | Kanada             | Minnesota | St. Lawrence University (NCAA)  |
| 34  | Shay Maloney  | F        | Vereinigte Staaten | Boston    | Leksands IF (SDHL)              |
| 35  | Anna Kjellbin | D        | Schweden           | Montreal  | Luleå HF (SDHL)                 |
| 36  | Anneke Linser | F        | Vereinigte Staaten | Toronto   | Djurgårdens IF (SDHL)           |

### Runde 7
| #   | Spielerin           | Position | Nationalität       | PWHL-Team                   | College-/University-/Profi-Team |
| 37  | Ilona Markowa       | F        | Russland           | Boston (von New York) NYBOS | Agidel Ufa (SchHL)              |
| 38  | Madeline Wethington | D        | Vereinigte Staaten | Ottawa                      | University of Minnesota (NCAA)  |
| 39  | Katy Knoll          | F        | Vereinigte Staaten | Minnesota                   | Northeastern University (NCAA)  |
| 40  | Hadley Hartmetz     | D        | Vereinigte Staaten | Boston                      | Ohio State University (NCAA)    |
| 41. | Amanda Kessel       | F        | Vereinigte Staaten | Montreal                    | inaktiv                         |
| 42. | Raygan Kirk         | G        | Kanada             | Toronto                     | Ohio State University (NCAA)    |